# Viera Čákanyová
Viera Čákanyová (* 8. April 1980 in Bratislava) ist eine slowakische Drehbuchautorin, Filmregisseurin und Filmeditorin.

## Leben
Viera Čákanyová studierte an der Hochschule für Musische Künste in Bratislava Drehbuchschreiben und an der Film- und Fernsehfakultät der Akademie der Musischen Künste (FAMU) in Prag Dokumentarfilmproduktion. Das Studium an der FAMU beendete sie mit dem Bachelorabschluss. Bei dem eigenen Filmfestival der Fakultät, dem FAMUfest, wurde sie für ihre Studienfilme Piraňa und Alda ausgezeichnet. Zudem erhielt sie für den Film Alda bei den Kasseler Dokumentarfilm- und Videofest im Jahr 2010 den Goldenen Schlüssel, welcher für die beste dokumentarische Nachwuchsarbeit vergeben wird. Im Jahr 2020 feierte ihr Dokumentarfilm FREM auf der Berlinale 2020 in der Sektion Forum seine Weltpremiere. Er bildet mit zwei nachfolgenden Filmen, Biela na bielej und Poznámky z Eremocénu (Notes from Eremocene), eine Trilogie. Poznámky z Eremocénu feierte bei den 73. Internationalen Filmfestspielen Berlin in der Sektion Forum seine Weltpremiere.